# Требонии
Требониите (gens Trebonia) са плебейска фамилия на Древен Рим. Появяват се през 447 пр.н.е.
Познати с това име:
- Луций Требоний Аспер, народен трибун 447 пр.н.е., автор на Lex Trebonia (448 пр.н.е.)
- Гней Требоний, народен трибун 401 пр.н.е.
- Марк Требоний, консулски военен трибун 383 пр.н.е.
- Публий Требоний, консулски военен трибун 379 пр.н.е.
- Гай Требоний, суфектконсул 45 пр.н.е., съучастник в убийството на Юлий Цезар и първият убит от тях.
- Гай Требоний Прокул Метий Модест, суфектконсул 103 г.
- Апий Аний Требоний Гал, консул 108 г.
- Апий Аний Требоний Гал (консул 139 г.) суфектконсул 139 и 140 г.